# Минору Кобата
Минору Кобата (јап. 小畑 穣; Саитама, 24. новембар 1946) бивши је јапански фудбалер.

## Каријера
Током каријере је играо за Хитачи.

## Репрезентација
За репрезентацију Јапана дебитовао је 1970. године. За тај тим је одиграо 13 утакмица.

## Статистика
| Јапан  | Јапан   | Јапан  |
| Година | Наступи | Голови |
| ------ | ------- | ------ |
| 1970.  | 11      | 0      |
| 1971.  | 0       | 0      |
| 1972.  | 0       | 0      |
| 1973.  | 2       | 0      |
| Укупно | 13      | 0      |